# Concours général
Der Concours général („Allgemeiner Wettbewerb“) ist ein landesweiter Wettbewerb im französischen Bildungswesen. Er besteht seit 1747. Er dient dazu, jedes Jahr die besten Schüler der Abschlussklasse (terminale) und der Vor-Abschlussklasse (première) am Lycée zu ermitteln. Die Auszubildenden können sich im concours général des métiers auszeichnen.

## Durchführung
Die Schüler der Première können in den Fächern Französisch, Geschichte, Geographie, Übersetzung ins Lateinische und Übersetzung aus dem Altgriechischen antreten. Die Schüler der Terminale haben die Fächer Philosophischer Aufsatz, Bio- und Geologie Mathematik, Physik-Chemie, Ingenieurwissenschaften, Wirtschafts- und Sozialwissenschaften, Deutsch, Englisch, Arabisch, Chinesisch, Spanisch, Hebräisch, Italienisch, Portugiesisch und Russisch zur Auswahl. Einige Fächer für die Terminale sind vom spezifischen Jahresprogramm abhängig.
Es gibt bestimmte Schulen, die immer wieder in den Wettbewerben hervortreten. Dies sind beispielsweise das Lycée Louis-le-Grand mit 13 Auszeichnungen 2008 und 21 Auszeichnungen 2007, das Lycée Henri-IV mit 17 Auszeichnungen 2008 und 14 Auszeichnungen 2007 oder das Collège Stanislas mit 4 Auszeichnungen 2008 und 7 Auszeichnungen im Jahr 2007. Es gibt aber auch zahlreiche Schüler anderer Schulen, die Erfolg in diesem Wettbewerb haben.
Da jedes Jahr pro Fach maximal 18 Schüler ausgezeichnet werden, ist dieser Wettbewerb sehr anspruchsvoll. Die Auszeichnungen unterteilen sich in die Kategorien Preis (prix) mit maximal 3, Belobigung (accessits), maximal 5, und lobende Erwähnung (mention) mit maximal 10 Ausgezeichneten pro Jahr und Fach. Demgegenüber kann die Zahl der Teilnehmer 2.000 überschreiten, beispielsweise 2007 im Fach Mathematik.
Die Schüler, die einen Preis erhalten haben, werden zu einer Feier eingeladen, die häufig im Grand Amphithéâtre der Sorbonne stattfindet. Dort gratuliert ihnen der französische Bildungsminister persönlich zu ihrer Leistung.

## Geschichte
Der Wettbewerb geht im Wesentlichen auf Stiftungen der Kanoniker Le Gendre im Jahr 1733 und Collot im Jahr 1755 zurück. Die erste Preisverleihung fand 1747 in Anwesenheit des Parlaments von Paris und des späteren Kanzlers Maupeou an der Sorbonne statt. Der Wettbewerb hatte in dieser ersten Periode bis 1793 Bestand, dann wurde er im Zuge der Französischen Revolution abgeschafft.
1803 wurde der Wettbewerb, zunächst nur für die Gymnasien von Paris, wieder ins Leben gerufen. 1818 wurde Versailles einbezogen. Ein 1838 unternommener Versuch, auch die königlichen Gymnasien in den Départements einzubeziehen, scheiterte an den unzureichenden Verkehrs- und Kommunikationsmitteln der damaligen Zeit und wurde 1839 wieder aufgegeben. Ein weiterer solcher Versuch scheiterte 1848.
Im Jahr 1864 fand der damalige Minister für öffentliche Bildung, Victor Duruy, einen gangbaren Weg: Die Akademien in den Départements organisierten jede ihren eigenen, Concours académique genannten Wettbewerb. Die Gewinner dieser Wettbewerbe traten dann landesweit im Concours général an. Die Akademien in Paris und Versailles führten weiterhin ihren eigenen Concours général durch. 1880 wurden die Concours académiques abgeschafft, aber der zweigeteilte Concours général, mit Paris und Versailles auf der einen und den Départements auf der anderen Seite, hatte bis 1904 Bestand. Im Zuge einer politischen Debatte wurde er in jenem Jahr in Frage gestellt und erneut abgeschafft.
1921 wurde der Wettbewerb durch einen Erlass des Bildungsministers Léon Bérard erneut ins Leben gerufen und gleichzeitig die Teilnahme auf die letzten beiden Jahrgänge des Lycée beschränkt. 1923 wurde die Unterscheidung zwischen Paris-Versailles und den Départements zu Gunsten eines landesweiten Wettbewerbs abgeschafft.
Im Laufe der Geschichte des Wettbewerbs wurde der Fächerkanon immer wieder ausgeweitet. Die anfänglichen Fächer waren französischer und lateinischer Aufsatz, Übersetzung lateinischer Verse und Übersetzung eines griechischen Texts ins Französische. 1803 kam die Mathematik hinzu, Physik, Chemie und Naturgeschichte folgten 1830, lebende Sprachen 1865. Die technologischen Fächer wurden 1961 eingeführt und die Fächer des Berufsabiturs folgten 1995. Als vorläufig letztes Fach kam 2007 Chinesisch hinzu.

## Berühmte Preisträger und Laureaten
Zu denjenigen, die sich im Wettbewerb auszeichnen konnten, zählen Maximilien de Robespierre, Camille Desmoulins, Victor Hugo, Alfred de Musset, Évariste Galois, Charles Baudelaire, Edmond de Goncourt, Louis Pasteur, Henri Poincaré, Henri Bergson, Jean Jaurès, Léon Blum, Charles Péguy, Jean Giraudoux, Jules Romains, Edgar Faure, Georges Pompidou, Maurice Schumann, Alain Juppé, Laurent Schwartz, Julien Gracq, Gilles Deleuze, Pierre Bourdieu, Volker Schlöndorff, Roland Barthes, Arthur Rimbaud, Jean-Pierre Chevènement, Jorge Semprun, Jean-Pierre Serre, Emmanuel Macron und viele andere bekannte Persönlichkeiten.